# Haplophyllum patavinum
La ruta padovana (Haplophyllum patavinum  (L.) G.Don) è una specie appartenente alla famiglia delle Rutaceae, endemica del nord-est dell'Italia e della penisola balcanica.
L'epiteto specifico fa riferimento alla città di Padova.

## Descrizione
È una pianta erbacea perenne, con rizomi, lunghi e fragili, che decorrono abbastanza in profondità, dai quali si dipartono numerose radichette in simbiosi con uno zigomicete della famiglia Endogonaceae. La specie riesce a sopravvivere grazie a una moltiplicazione vegetativa molto intensa, emettendo dai rizomi nuovi fusticini che risultano così disposti tutti in fila.
I fusti sono di colore verde scuro o rosso bruno alla base soprattutto appena emersi dal terreno, e raggiungono l'altezza di 10-30 centimetri. Sono tomentosi, soprattutto verso il basso per la presenza di peli unicellulari più o meno allungati, e sono di due tipi, fioriferi e non fioriferi, distinguibili per la presenza o l'assenza dell'infiorescenza apicale.
Le foglie sono alterne, sessili e prive di stipole, a margini interi e revoluti. Nella pagina superiore sono di colore verde chiaro, in quella inferiore verde glauco.  Esse sono di tre tipi: intere e lanceolate; bipartite, completamente divise in due emilembi, diversi per lunghezza e larghezza, ognuno con nervatura propria; tripartite, con tre nervature distinte e con segmento centrale più lungo e più largo dei due laterali. La distribuzione dei tipi fogliari dipende dal tipo di fusto, fiorifero o non fiorifero, e così anche la dimensione delle foglie.
I fiori, generalmente numerosi, sono raccolti in infiorescenze terminali a corimbo composto, ove la schiusura inizia dai fiori più esterni procedendo poi verso quelli interni. Il calice è formato da cinque sepali di forma acuto-lanceolata, tormentosi con peli più lunghi all'apice.
La corolla è pentamera regolare con cinque petali interi, giallo-sulfurei con una striscia longitudinale più carica al centro. I petali sono lunghi 6–8 mm e larghi 4–6 mm ed hanno lunghi peli sulla parte dorsale, lungo la nervatura centrale. L'androceo è costituito da 10 stami, poco più brevi dei petali con filamenti dilatati e pelosi alla base, ed antere giallo-aranciate.
Il gineceo è formato da cinque carpelli, concresciuti alla base in un ovario supero. In ogni carpello si sviluppano uno o due ovuli. Lo stilo è unico, cilindrico e centrale, lo stimma è capitato papilloso.
Frequente è la presenza di brattee supplementari all'ascella delle foglie. Le loro dimensioni variano da 0.1-0.2 mm, a qualche millimetro di lunghezza e nelle caratteristiche dell'infiorescenza.
Il frutto è una capsula con cinque mericarpi inizialmente concresciuti, spesso abortivi e sulle cui pareti si trovano alcune ghiandole rotondeggianti, contengono due semi, talvolta uno solo.
Il seme è reniforme, nero opaco e percorso da lunghe creste dirette verso l'ilo. La sua lunghezza è 2–3 mm e la sua larghezza è di 1-1,5 mm. I semi presentano con una certa frequenza embrioni abortiti a stadi differenti.

## Distribuzione e habitat
Ha un areale principalmente illirico, dall'Albania alla Slovenia, che in Istria giunge fino al confine italiano (Parenzo, Matteria,  M. Nanos), con dislocazione relitta e puntiforme nel sud-ovest della Romania e sui Colli Euganei, in ristrettissime zone dei settori calcarei meridionali tra Arquà Petrarca e Valle San Giorgio. La specie è stata recentemente accertata anche nelle vicinanze della stazione storica di "Mondonego" nei pressi di Valsanzibio,frazione di Galzignano Terme, dove non era stata più segnalata.
Trattasi di specie termofila e calcicola stretta, il cui areale in Italia è limitato alla parte meridionale dei Colli Euganei. Questa pianta si insedia nella scaglia calcarea e si espande su un substrato non consolidato: una stabilizzazione del terreno e la conseguente chiusura della vegetazione portano infatti alla sua rarefazione e scomparsa. Essa però sembra in grado di spostarsi e di comparire e ricomparire dopo anni in zone più o meno vicine e più favorevoli al suo sviluppo. Ciò è testimoniato anche dal suo ritrovamento in nuove stazioni che però potrebbero essere già esistite in passato e non essere state rilevate.
Ruta padovana è una pianta molto sensibile ai cambiamenti ambientali, è poco competitiva e frequentemente sterile. 
Nelle stazioni euganee molte piante si presentano disposte in fila, lungo una linea perfettamente diritta, perché collegate da un rizoma a decorso orizzontale. Si potrebbe presumere che i fusticini di una stazione abbiano tutti una comune origine o che esistano più sottostazioni costituite da più rizomi, ciascuno con più cauli. Talvolta si osservano fusticini isolati che derivano da semi. La scarsa variabilità morfogenetica e la difficoltà di riproduzione sessuata sono le risultanti di una bassa diversità in una stazione.

## Tassonomia
Il botanico fiorentino Pier Antonio Micheli, che la osservò nel giugno del 1722 durante un'escursione in compagnia del botanico veneziano Giovanni Girolamo Zannichelli nella località di Sassonegro, vicino ad Arquà Petrarca, nel 1729 la descrisse indicandola come Pseudoruta patavina. Linneo, basandosi su questa descrizione, la riportò come Ruta patavina L. nella prima edizione di “Species Plantarum” (1753).
In seguito alla divisione del genere Ruta in due generi: Ruta ed Aplophyllum, la specie venne attribuita al secondo genere, modificato poi in Haplophyllum, e venne chiamata Haplophyllum patavinum.